# Granville (Illinois)
Granville – wieś w hrabstwie Putnam, w stanie Illinois, w USA.

## Demografia
W 2017 roku wieś liczyła 1320 mieszkańców. Powierzchnia Granville wynosi 2,51 km². Po upływie 6 lat liczba mieszkańców zmieniła się minimalnie (1319 osób w 2023 r.).